# NGC 265
NGC 265 es una cúmulo abierto de la constelación de Tucana. 
Fue descubierta el 1834 por el astrónomo John Herschel.